# 号室靺鞨
号室靺鞨，即号室部，是北魏勿吉七部之一、隋唐时期靺鞨七部之一。
居住在古肃慎人的故址，逐渐发展到黑龙江和牡丹江流域。三国时期该部称“号室”，南北朝到隋朝时已经位于拂涅部以东（今乌苏里江流域，兴凯湖西岸以东俄罗斯滨海边疆区一带）。其活动地域有两说，一说在黑龙江省宁安县为中心的牡丹江流域，并认为号室乃肃慎转音，或与沃沮“为同音相假”；一说为分布在今兴凯湖附近及绥芬河上中游地区。号室部已形成部落军事联盟，势力较弱，胜兵不过三千。隋末唐初臣附高句丽。在唐朝对高句丽战争中，助高句丽抗唐。唐高宗总章元年（668年）唐灭高句丽，号室部奔散无闻。渤海国建国后，其遗民成为渤海编户。